# Alaimella
Alaimella är ett släkte av rundmaskar. Alaimella ingår i familjen Leptolaimidae.
Kladogram enligt Catalogue of Life och Dyntaxa:
| Alaimella | \| \| Alaimella cincta \| \| \| \| \| \| Alaimella truncata \| \| \| \| |
|           | \| \| Alaimella cincta \| \| \| \| \| \| Alaimella truncata \| \| \| \| |
|           | Alaimella cincta                                                        |
|           |                                                                         |
|           | Alaimella truncata                                                      |
|           |                                                                         |